# Sigurd Langberg
Sigurd Langberg, född 29 oktober 1897 i Köpenhamn, död 8 juli 1954 i Köpenhamn, var en dansk skådespelare. Sigurd Langberg var gift med skådespelaren Karna Langberg och var far till skådespelarna Ebbe Langberg och Jesper Langberg. 

## Filmografi i urval
- Glada gossars gästspel (1922)
- Himmelens hämnd (1924)
- Mor Annas malliga mjölnare (1924)
- Københavns Sherlock Holmes (1925)
- Klovnen (1926)
- På Petterssonskans pensionat (1931)
- Min hustru är husar (1935)
- Mille, Marie og mig (1937)
- En flicka hela da'n (1940)
- Alla gå kring och förälska sig (1941)
- Frk. Vildkat (1942)
- Mellan fyra män (1942)
- Nattexpress 903 (1942)
- Biskoppen (1944)
- Man älskar blott en gång (1945)
- Op med lille Martha (1946)
- När katten är borta (1947)
- Tre år efter (1948)
- Kampen mot orätten (1949)
- Far till fyra (1953)